# متالو اندو پپتیداز
متالو اندو پپتیداز (انگلیسی: Metalloendopeptidase), آنزیمی است که به عنوان یک اندوپپتیداز متالوپروتئینازی عمل میکند.